# Julie Fletcher
Julie Fletcher (* 28. September 1974 in London) ist eine ehemalige englische Fußballspielerin.

## Karriere

### Vereine
Fletcher spielte im Jahr 1989 zuletzt für den in Catford im Stadtteil des Londoner Stadtbezirks Lewisham ansässigen Elms FC und gehörte danach eine Saison lang der dritten Mannschaft der im Südosten Londons ansässigen Millwall Lionesses an. Nach nur einem Jahr spielte sie bereits im Alter von 16 Jahren und damit als jüngstes Mitglied der ersten Mannschaft in der National League, der seinerzeit höchsten Spielklasse im englischen Frauenfußball. Mit der ersten Mannschaft gewann sie im Jahr 1991 mit dem 1:0-Finalsieg über die Doncaster Belles im Prenton Park zu Birkenhead den nationalen Vereinspokal und damit ihren ersten Vereinstitel; im Finale wurde sie jedoch nicht eingesetzt. Mit eben jenen knappen Ergebnis wurde dieser auch im Jahr 1997 gegen den Wembley Ladies FC gewonnen. Die als schnelle und mutige Abwehrspielerin bekannte Fletcher konnte in ihrer neun Jahre währenden Zugehörigkeit umfangreiche Erfahrungen sammeln.
Diese wusste sie anschließend beim Croydon LFC, der zur Saison 2000/01 im Charlton Athletic aufgehen sollte, zu nutzen. Mit der Mannschaft erreichte sie erneut das Finale um den nationalen Vereinspokal, der mit dem 2:1-Sieg über die Doncaster Belles in Sheffield errungen wurde. In der Saison 2000/01 spielte sie für Charlton Athletic, wie auch in der Saison 2003/04, nachdem sie nach zwei Jahren vom FC Arsenal zurückgekehrt war.

### Nationalmannschaft
Fletcher debütierte als Nationalspielerin für den FA am 13. Mai 1995 beim 4:0-Sieg im Freundschaftsspiel gegen die Nationalmannschaft Schwedens in Halmstad. Sie gehörte dem Kader für die vom 5. bis 25. Juni in Norwegen und Schweden ausgetragene Weltmeisterschaft 1995 an, wurde im Turnierverlauf jedoch nicht eingesetzt.
Sie gehörte im weiteren Verlauf dem Kader für die vom 23. Juni bis zum 7. Juli 2001 in Deutschland ausgetragene Europameisterschaft an und wurde im ersten und dritten Spiel der Gruppe A gegen die Nationalmannschaften Russlands (1:1) und Deutschlands (0:3) berücksichtigt; beide Male als Einwechselspielerin für Rachel Unitt in der 70. und 65. Minute. Des Weiteren kam sie u. a. am 27. September und am 4. November 2001 im ersten und zweiten Spiel der WM-Qualifikationsgruppe 4 in der Klasse A bei der 1:3-Niederlage gegen die Nationalmannschaft Deutschlands und in der torlosen Begegnung mit der Nationalmannschaft der Niederlande zum Einsatz. Mit der Mannschaft nahm sie auch am Turnier um den Algarve-Cup 2002 teil und bestritt das letzte Spiel der Gruppe B am 5. März bei der 3:6-Niederlage gegen die Nationalmannschaft Schwedens in Lagos.

## Erfolge
Charlton Athletic
- Englischer Pokal-Finalist 2004

FC Arsenal
- Englischer Meister 2002

Croydon LFC
- Englischer Meister 1999, 2000
- Englischer Pokal-Sieger 2000

Millwall Lionesses
- Englischer Pokal-Sieger 1991, 1997